# متجه موضع

متجه نصف القطر يمثل موضع نقطة بالنسبة للأصل O. في نظام الإحداثيات الديكارتية.

في الهندسة ، متجه الموضع أو شعاع الموضع هو متجه يمثل موضع النقطة P في الفضاء بالنسبة للأصل مرجعي تعسفي O. عادةً ما يُشار إليه بـ x أو r أو s، وهو يتوافق مع القطعة المستقيمة من O إلى P. بمعنى آخر، فإن الإزاحة أو الانسحاب هي التي تحول الأصل إلى P :
{\displaystyle \mathbf {r} ={\overrightarrow {OP}}}
يستخدم مصطلح متجه الموضع في الغالب في مجالات الهندسة التفاضلية والميكانيكا وأحيانًا في حساب المتجهات.
غالبًا ما يستخدم هذا في الفضاء ثنائي الأبعاد أو ثلاثي الأبعاد، ولكن يمكن تعميمه على المساحات الإقليدية والفضاءات التآلفية من أي بعد .

## الموضع النسبي
الموضع النسبي للنقطة Q بالنسبة للنقطة P هو المتجه الناتج عن طرح متجهي الموضع المطلقين (الكل بالنسبة للأصل):
{\displaystyle \Delta \mathbf {r} =\mathbf {s} -\mathbf {r} ={\overrightarrow {PQ}}}
حيث {\displaystyle \mathbf {s} ={\overrightarrow {OQ}}} .
الاتجاه النسبي بين نقطتين هو موضعهما النسبي معيّر كمتجه الوحدة:
{\displaystyle \Delta \mathbf {\hat {r}} =\Delta \mathbf {r} /\|\Delta \mathbf {r} \|}
حيث المقام هو المسافة بين النقطتين ، {\displaystyle \|\Delta \mathbf {r} \|} .

## التطبيقات

### الهندسة التفاضلية
تُستخدم حقول متجه الموضع لوصف المنحنيات الفضائية المستمرة والقابلة للتفاضل، وفي هذه الحالة لا يحتاج الوسيط المستقل أن يكون زمنًا، ولكن يمكن أن تكون (على سبيل المثال) طول القوس للمنحنى.

### الميكانيكا
في أي معادلة للحركة، عادةً ما يكون متجه الموقع r(t) هو الكمية المطلوبة لأن هذه الدالة تحدد حركة الجسم (أي جسم نقطي) - موقعه بالنسبة إلى نظام إحداثي معين في زمنما t .